# 逢同
逢同（？—？），逢氏，名同，春秋时期越国大夫。
越王勾践和吴国议和之后，经过七年准备，计划出兵伐吴。逢同劝谏阻止勾践，并建议结齐国、亲楚国、附晋国，厚赂吴王夫差来麻痹其志，实施这种策略，等待齐国、楚国、晋国三国与吴国为敌，再承其弊攻打吴国。逢同定计勾结吴国太宰伯嚭，谮杀吴国大臣伍子胥。